# Praia do Russel
A Praia do Russel era uma praia carioca que localizava-se onde hoje se encontra o Hotel Glória. 

## História
Anteriormente, ela chamava-se Praia D. Pedro I. Mudou de nome em 1869 com o início das operações da Rio de Janeiro City Improvements Limited, a primeira empresa responsável pelo tratamento de esgotos na cidade. 
A "City", como era popularmente conhecida, pertencia a um banco inglês, que adquiriu a concessão para explorar os serviços de tratamento de esgotos no Rio de Janeiro, do engenheiro filho de ingleses João Frederico Russel, que originariamente havia ganho a concessão do governo imperial.  

O palacete em que Russel morava foi demolido em 1920 para a construção do Hotel Glória. A Praia do Russel era uma continuação da Praia do Flamengo, e desapareceu completamente com a criação do Aterro do Flamengo na década de 1960. 